# Chủ nghĩa cơ yếu

Chủ nghĩa cơ yếu hay chủ nghĩa toàn thống (tiếng Anh: fundamentalism) đề cập đến niềm tin nghiêm ngặt, trung thành tuyệt đối với những nguyên tắc cơ bản, trong thực tế thường nói đến tôn giáo, hoặc ý thức hệ chính trị. Nhìn rộng ra, chủ nghĩa cơ yếu thường chống lại những đổi mới để thích hợp với thời thế và đòi hỏi quay trở về nguồn gốc của một tôn giáo, hoặc ý thức hệ nào đó, nếu cần thì phải dùng những biện pháp cực đoan và một phần cũng không bao dung để đạt được mục đích. Những chỉ trích về chủ nghĩa cơ yếu cũng bao gồm các nhóm xã hội hay chính trị, mà đặt nặng ý thức hệ lên cao và tranh đấu để đạt được vị trí thống trị trong xã hội.
Bắt nguồn từ phong trào Tin Lành Bắc Mỹ, xuất hiện vào đầu thế kỷ 20, chủ nghĩa cơ yếu nhấn mạnh tính không thể sai lạc theo nghĩa đen của Kinh Thánh. Ngày nay, chủ nghĩa cơ yếu cũng được sử dụng bên ngoài Cơ Đốc giáo, trong các tôn giáo khác như Hồi giáo, Do Thái giáo, Ấn Độ giáo và Phật giáo.
Tùy thuộc vào ngữ cảnh, từ fundamentalism có thể mang đặc tính phê phán hơn là quan điểm trung lập, gần giống như cách gọi các quan điểm chính trị là "cánh hữu" hoặc "cánh tả" có thể mang hàm ý tiêu cực.

## Nền tảng
Chủ nghĩa cơ yếu dựa trên tiền đề một số nguồn tư tưởng là hoàn hảo không thể sai lầm, thường là một kinh thư. Trong nền tảng Tin Lành thì đó là Kinh thánh còn đối với nền tảng Hồi giáo là kinh Qur’an và Hadith. Đối với fundamentalist (người theo chủ nghĩa cơ yếu), nguồn kinh thư này là đủ cho họ. Trước đây, những người cơ yếu thường hình tượng hóa loại cấu trúc xã hội hoàn hảo đại diện cho tôn giáo chân chính. Những fundamentalist cực đoan nhìn nhận xã hội này là Arcadia không tưởng của giáo hội sơ khai, tương tự trong Hồi giáo là thánh địa Mecca vào thế kỷ 6.
Chủ nghĩa cơ yếu là sự phản ứng lại với hiện đại hóa. Ở phương Tây, tôn giáo gần đây phải từng bước rút lui và nhượng bộ trước những thay đổi hiện đại: chuyển từ chung sang riêng, chịu sự cai trị của thế tục, thay "chân lý độc tôn" bằng chủ nghĩa tương đối và bắt đầu phải chấp nhận thêm những vấn đề mới như phụ nữ giữ vị trí chức sắc. Ở các nước Hồi giáo, nỗi cay đắng về sự lạc hậu của bản thân và những ảnh hưởng hiện đại từ phương Tây đã đặt nền tảng cho chủ nghĩa cơ yếu.
Chủ nghĩa cơ yếu không tìm cách bảo tồn mà cải cách đức tin nguyên thủy để vẫn có thể duy trì liên tục khi đối mặt với các mối đe dọa. Mục tiêu của những người cơ yếu là khôi phục lòng nhiệt thành tôn giáo ban đầu từng làm nên bản sắc trước đây. Họ không phản đối công nghệ hiện đại, thậm chí còn thường dùng phương tiện truyền thông tiên tiến để truyền bá ý tưởng mình, như ở các quốc gia Hồi giáo nơi mà nhà nước thế tục nắm giữ các phương tiện truyền thông đại chúng.
Chủ nghĩa cơ yếu phát sinh vào thời hiện đại. Điều kiện tiên quyết cho chủ nghĩa cơ yếu ra đời là tôn giáo của nó tồn tại từ lâu và có khả năng để phục hồi lại quyền lực. Những điều kiện để chủ nghĩa cơ yếu trỗi dậy xuất hiện vào thế kỷ 19. Kinh Thánh bắt đầu được xem xét để diễn giải và vấn đề về thẩm quyền cũng như độ chính xác được đặt ra. Chỉ khi những khái niệm cốt lõi, những thẩm quyền vững chắc lâu nay bị đem ra thách thức một cách phổ biến, chủ nghĩa cơ yếu mới xuất hiện.

## Đặc điểm
Một nghiên cứu của Đại học Chicago năm 1988-1993 đã xác định chín đặc điểm hệ tư tưởng và tổ chức, hầu hết đều bắt gặp ở tất cả các nhóm theo chủ nghĩa cơ yếu:
1. Ứng phó với việc tôn giáo bị gạt ra ngoài lề xã hội
2. Có tính chọn lọc về truyền thống và các trước tác của mình
3. Thuyết nhị nguyên (dualism) về đạo đức: phân chia thiện ác rõ ràng
4. Tính tuyệt đối và tính không thể sai lầm: Thánh thư được coi là đúng đắn hoàn toàn theo nghĩa đen, không thể sai lầm và có thẩm quyền tuyệt đối, mặc dù cách diễn giải có thể khác nhau
5. Thuyết thiên hy niên (millennialism) và thuyết Đấng Cứu Thế (Messianism): Ý niệm về cái thiện giành chiến thắng khải hoàn cuối cùng và kỳ tận thế chung kết thế giới này
6. Tư cách những người được chọn: Tín đồ bao gồm bản thân họ là những người đã được (Thượng đế) chọn lựa một cách đặc biệt và biệt riêng ra (thánh)
7. Ranh giới nghiêm ngặt: Có sự tách biệt với các cộng đồng khác, thậm chí áp dụng hữu hình lên cả nơi sống như giáo khu phân biệt với thế giới bên ngoài
8. Lãnh đạo có sức lôi cuốn và độc đoán
9. Yêu cầu về hành vi: Thường là nghiêm cấm, đặc biệt về trang phục, đồ ăn thức uống, chất kích thích, kết hôn, hay các loại hình giải trí và loại sách báo được phép hay không. Mỗi nhóm có một biểu tượng ghi đậm dấu ấn văn hóa và trở thành bản sắc của nhóm đó

Ngoài ý nghĩa ban đầu, chủ nghĩa cơ yếu đôi khi được dùng mang tính chế nhạo để chỉ các nhóm tôn giáo không được ưa thích hoan nghênh, thường hay chỉ về các nhóm bảo thủ. Hoặc cũng có khi thuật ngữ này được dùng để mô tả về bản thân nhóm mình một cách tôn trọng chỉ ra sự nổi bật hơn những người xung quanh, hoặc muốn nhấn mạnh vai trò của tôn giáo trong chính trị. Về tôn giáo, những người theo chủ nghĩa tự do đôi khi sử dụng thuật ngữ này để mô tả sự non nớt về trí tuệ của những người bảo thủ.
Ngày nay, chủ nghĩa cơ yếu không chỉ bó hẹp trong bối cảnh tôn giáo mà còn áp dụng cho các lĩnh vực chính trị và ý thức hệ.

## Biểu hiện
Chủ nghĩa cơ yếu đôi khi kéo theo trào lưu mạnh mẽ để phân biệt bản thân nó với "dị giáo", đó là lý do tại sao chủ nghĩa cơ yếu có thể dẫn đến xung đột và bạo lực. Tuy vậy, bạo lực không phải là đặc điểm dùng để xác định chủ nghĩa cơ yếu vì những người cơ yếu ủng hộ bạo lực chỉ chiếm thiểu số.
Theo nhà nhân chủng học Pascal Boyer, chủ nghĩa cơ yếu là sự mong muốn duy trì một hệ thống thứ bậc nhất định dựa trên liên kết tâm lý trước khả năng bội đạo tương đối dễ dàng ngày càng tăng. Bạo lực cơ yếu là hoạt động đặt ra nhằm ngăn chặn những người có thể bội đạo qua việc biết trước cái giá phải trả. Theo Boyer, chủ nghĩa cơ yếu biểu hiện ra bốn điểm chính:
1. Các nhóm theo chủ nghĩa cơ yếu tìm cách kiểm soát hành vi công khai của nhau.
2. Các nhóm theo chủ nghĩa cơ yếu tìm cách trừng phạt những hành vi vi phạm chuẩn mực tôn giáo một cách nổi bật và công khai.
3. Mục tiêu bạo lực theo chủ nghĩa cơ yếu là hướng vào tín đồ (thành viên) cùng một cộng đồng văn hóa đức tin, chứ không nhắm đến người ngoài.
4. Mục tiêu đả phá chính của những người theo chủ nghĩa cơ yếu thường là truyền thống tôn giáo của chính họ bị hiện đại hóa trong phạm vi địa phương.

Theo các nhà nghiên cứu Gabriel Almond, Emmanuel Sivan và Scott Appleby (1995), những người theo chủ nghĩa cơ yếu có thể tương tác với thế giới bên ngoài qua một trong bốn cách:
1. Chinh phục thế giới: chiếm lấy cấu trúc xã hội thông qua hành động lật đổ, thường là bạo lực (ví dụ: trào lưu Tái cấu trúc Cơ Đốc)
2. Thay đổi thế giới: ảnh hưởng đến cấu trúc, thể chế, luật pháp và phong tục của xã hội từ bên trong (Chủ nghĩa phúc âm như Billy Graham làm đại diện)
3. Kiến tạo thế giới: thiết lập các cấu trúc và thể chế xã hội thay thế bằng sự bành trướng mở rộng cơ sở của chính mình
4. Từ chối thế giới: duy trì một xã hội riêng biệt, đặc biệt thông qua giáo dục, cơ sở gia đình và nghi lễ đặc trưng (Do Thái giáo chính thống)

Các trào lưu theo chủ nghĩa cơ yếu đặc biệt thu hút những người thiện lành bị gạt ra ngoài lề xã hội: người Tin Lành mất quyền lực tại Hoa Kỳ hay người Hồi giáo ở chính tại các nước Hồi giáo ngăn cản xã hội đi lên.

## Tôn giáo

### Cơ Đốc giáo
Nguồn gốc chủ nghĩa cơ yếu Cơ Đốc giáo bắt đầu vào thập niên 1880 tại Thần học viện Princeton (Princeton Theological Seminary). Khi đó, trước những chỉ trích khoa học - lịch sử, Archibald Alexander Hodge và Benjamin B. Warfield đã đứng ra bảo vệ thẩm quyền Kinh Thánh. John Gresham Machen kế nhiệm Warfield tiếp tục bảo vệ tính không sai lạc của Kinh Thánh trong thập niên 1920 và chuyển từ Thần học viện Westminster (Westminster Theological Seminary) sau những bất đồng tại Princeton.
Cuối thế kỷ 19, Phong trào Ngũ tuần nổi lên ảnh hưởng tới sự phát triển của chủ nghĩa cơ yếu. Sau cơn phấn hưng Phố Azusa nổi tiếng ở Los Angeles, việc nói tiếng lạ trở nên phổ biến hơn trong phái Ngũ tuần. Chủ nghĩa cơ yếu phát triển mạnh liên quan đến việc xuất bản và truyền bá cuốn sách The Fundamentals (Nền tảng) trong những năm 1910–1915 tại Los Angeles do các triệu phú dầu mỏ Lyman và Milton Stewart tài trợ. Mãi đến năm 1919, chủ nghĩa cơ yếu mới trở thành phong trào có tổ chức khi 6,000 người tham dự hội nghị World's Christian Fundamentals Association (Hiệp hội Nền tảng Cơ Đốc nhân Thế Giới) đầu tiên tại Philadelphia. Năm 1920, liên minh những người cơ yếu được thành lập trong vòng Liên hiệp Baptist Bắc phương (Northern Baptist Convention), sự kiện tương tự xảy ra trong vòng Giáo hội Trưởng lão.
Phong trào Nền tảng suy yếu sau năm 1925. Tuy nhiên, hàng triệu người vẫn tin vào tính không sai lạc của Kinh Thánh và sự tái lâm của Đấng Christ sắp xảy đến. Sau Chiến tranh thế giới thứ hai, một phong trào truyền đạo đã phục hưng và thống nhất các nhóm Tin Lành bảo thủ cũng như giữ lại được một số quan niệm của chủ nghĩa cơ yếu bị nhạt nhòa.
Chủ nghĩa cơ yếu bắt đầu trỗi dậy trở lại vào thập niên 1970. Những người cơ yếu mới là mục sư các giáo đoàn nhỏ phi hệ phái, phần lớn thuộc Ngũ Tuần, Baptist Độc lập hoặc Baptist Nam phương. Hỗ trợ tài chính cho họ là hoạt động truyền hình của các hội thánh phi hệ phái. Jerry Falwell và Pat Robertson nằm trong số những nhà giảng đạo nổi tiếng nhất thập niên 1980. Những người cơ yếu gây quỹ và tổ chức tập hợp danh sách vận động gửi thư để ảnh hưởng trực tiếp đến chính trị Hoa Kỳ. Ngoài những mục tiêu nền tảng chung, từ thập niên 1970, Tin Lành Hoa Kỳ còn tập trung vận động chống phá thai và phản đối tình dục đồng giới, các biện pháp tránh thai cũng như định hướng giáo dục không quan hệ tình dục trước hôn nhân, khôi phục vai trò của gia đình và cha mẹ như trước đây, đưa cầu nguyện và thuyết sáng tạo trở lại trường học cũng như phản đối giảng dạy thuyết Tiến hóa như một chân lý. Họ cũng đề cử ứng viên của mình vào bầu cử Đảng Cộng hòa.

### Hồi giáo
Những người Hồi giáo theo chủ nghĩa cơ yếu nhận thấy có sự mâu thuẫn giữa thế giới đã thay đổi và các nền tảng Hồi giáo bất biến là Kinh Qur’an và truyền thống sunnah (سنة). Đối với họ, nguyên nhân mấu chốt là Kinh Qur’an và lời Tiên tri luôn đúng, thế giới hiện đại phải sai lầm. Vì vậy, họ yêu cầu phủ nhận tư duy hiện đại và quay lại nền tảng Hồi giáo ban đầu, trên phương diện đạo đức xã hội và cá nhân. Họ không phủ nhận việc sử dụng công nghệ phương Tây. Thậm chí khi chịu những ảnh hưởng của phương Tây, những người cơ yếu Hồi giáo cũng nhìn nhận bối cảnh lịch sử thế giới Hồi giáo đương đại, nơi vỏ bọc Hồi giáo che khuất nhiều yếu tố phi Hồi giáo.
Trong bối cảnh Hồi giáo, thuật ngữ fundamentalism thường được dịch là toàn thống và bị nghi ngờ về tính chính xác khi sử dụng. Về một mặt nào đó, có thể coi tất cả những người theo đạo Hồi đã là theo chủ nghĩa toàn thống vì kể cả một người Hồi giáo "ôn hòa" nhất vẫn coi Kinh Qur’an là chính xác từng từ theo nghĩa đen do Thượng Đế chân thần mạc khải. Theo nhà phê bình tôn giáo Sam Harris, sự khác biệt giữa người Hồi giáo toàn thống với người Hồi giáo ôn hòa nằm ở cách họ nhìn nhận các hoạt động chính trị và quân sự để bày tỏ đức tin như thế nào. Với khác biệt như vậy, thuật ngữ này được đề xuất thay thế bằng các từ ngữ như chủ nghĩa Hồi giáo, chủ nghĩa phục hưng, chủ nghĩa cực đoan, chủ nghĩa quân sự,... Tuy nhiên, theo học giả thánh chiến Atte Kaleva, những người Hồi giáo truyền thống thực sự không nhìn về quá khứ huy hoàng xa xôi như các fundamentalist cũng như không thấy lối sống hiện đại mâu thuẫn với kinh thư Hồi giáo để mà phải thay đổi xã hội.
Khái niệm về chủ nghĩa toàn thống bắt đầu được áp dụng với Cách mạng Iran năm 1979. Những người Hồi giáo toàn thống muốn tất cả đều phải tuân theo luật shari'a dựa trên Kinh Qur'an. Tùy thuộc vào xu hướng, các nhà Hồi giáo toàn thống sẽ đặt các nguyên tắc khác nhau làm nền tảng. Ví dụ, Ruhollah Khomeini coi giáo lý Shia hơn một nghìn năm tuổi là điều kiện tiên quyết để có thể diễn giải được Kinh Qur’an.
Chủ nghĩa toàn thống Qur’an ngày nay ám chỉ những phong trào chối từ sunnah, chỉ lấy Kinh Qur’an làm nền tảng. Trái với ý nghĩa của thuật ngữ này, chủ nghĩa toàn thống Qur’an lại được coi là một xu hướng tự do trong Hồi giáo và nhận được nhiều ủng hộ vào đầu thế kỷ 20, đặc biệt từ những người Hồi giáo bị phương Tây hóa.
Một số phong trào toàn thống Hồi giáo là phong trào chính trị, chẳng hạn như Tổ chức Anh em Hồi giáo Ai Cập.

### Do Thái giáo
Chủ nghĩa cơ yếu Do Thái giáo (Jewish fundamentalism) dùng để mô tả Chủ nghĩa Phục quốc tôn giáo quá khích, Ashkenazi và Sephardi của Do Thái giáo Haredi. Ian S Lustik mô tả chủ nghĩa toàn thống Do Thái là "một hệ tư tưởng theo chủ nghĩa cực đoan, dựa trên thuyết mạt thế và thuyết phục hồi lãnh thổ."

### Phật giáo và Ấn Độ giáo
Chủ nghĩa cơ yếu Ấn Độ giáo và Phật giáo gắn liền với khái niệm về thuần khiết văn hóa và dân tộc hơn là thuần khiết giáo lý. Chủ nghĩa cơ yếu Ấn Độ giáo và Phật giáo không rõ nét bởi thực tế các tông phái bị phân cách đến mức không xu hướng nào có thể tự xưng là đại diện cho đức tin nguyên thủy. Đối với các nhóm cơ yếu Ấn Độ giáo và Phật giáo, chính trị thường quan trọng hơn tôn giáo. Họ bị ảnh hưởng bởi Hội thông thiên học Phương Tây thế kỷ 19.
Các học giả nhận diện một số phong trào chính trị Ấn Độ giáo tích cực chính là thuộc về "dòng tộc cơ yếu Ấn Độ giáo".

## Ngoài tôn giáo
Việc sử dụng thuật ngữ fundamentalism (chủ nghĩa toàn thống) trong chính trị đã bị chỉ trích. Các nhóm chính trị dùng từ này để miệt thị đối thủ hay tùy biến linh hoạt sao cho có lợi với mình. Giáo sư Judith Nagata của Viện Nghiên cứu Châu Á tại Đại học Quốc gia Singapore phát biểu: "Các mujahiddin Afghanistan, từng chiến đấu với kẻ thù Liên Xô vào thập niên 1980, có thể được những người ủng hộ Mỹ ca ngợi là chiến binh tự do vào lúc ấy, còn Taliban hiện nay được coi là người che chở cho kẻ thù của Mỹ - Osama bin Laden, một kẻ fundamentalist rõ ràng".
"Chủ nghĩa cơ yếu" được dùng một cách miệt thị khi chỉ về các triết lý được cảm nhận suy tưởng theo nghĩa đen hoặc ngụy biện là nguồn duy nhất cho sự thật khách quan, bất kể có được gọi là tôn giáo hay không. Ví dụ, Tổng giám mục xứ Wales chỉ trích "chủ nghĩa cơ yếu vô thần" (atheistic fundamentalism) một cách rộng rãi và nói rằng "Bất kỳ loại chủ nghĩa cơ yếu nào, dù là Kinh Thánh, vô thần hay Hồi giáo, đều nguy hiểm". Ông cũng nói "chủ nghĩa cơ yếu mới của thời đại chúng ta... dẫn đến những tiếng nói chống đối và độc đoán, cực đoan và phân cực, và tuyên bố rằng, bởi vì Chúa đứng về phía chúng tôi, Ngài không về phía các người." Ông cho là điều này sẽ dẫn đến các tình huống như hội đồng thành phố gọi Giáng Sinh là "Lễ hội mùa đông", trường học không cho diễn kịch Giáng Sinh và thập giá bị bỏ khỏi nhà nguyện. Ý kiến phản bác cho rằng những chủ ý nhắm vào Giáng Sinh chỉ truyền thuyết đô thị, trường học không diễn kịch Chúa giáng sinh vì chọn các vở truyền thống khác như A Christmas Carol hoặc Bà chúa Tuyết và vì căng thẳng tôn giáo gia tăng nên cần thay hình ảnh Chúa giáng sinh nơi công cộng để bày tỏ sự trung lập của chính quyền.
Trong The New Inquisition (Tòa án Dị giáo mới), Robert Anton Wilson chỉ trích thành viên các tổ chức hoài nghi như Committee for Skeptical Inquiry (Ủy ban Điều tra hoài nghi) theo chủ nghĩa duy vật cơ yếu, cáo buộc những người này đã giáo điều bác bỏ bất kỳ bằng chứng nào mâu thuẫn với chủ nghĩa duy vật mà coi đó là không có thật hoặc trò lừa gạt.
Tại Pháp, trong cuộc tuần hành phản đối việc áp đặt hạn chế đội khăn trùm đầu trong các trường công lập, biểu ngữ mô tả lệnh cấm là "chủ nghĩa cơ yếu thế tục" (secular fundamentalism). Tại Hoa Kỳ, việc phụ nữ đội khăn trùm đầu và hoạt động chính trị của người Hồi giáo cũng bị gán cho là "chủ nghĩa cơ yếu thế tục".
Thuật ngữ fundatmetalism đôi lúc được áp dụng để biểu thị sự xác tín văn hóa phản kháng đối với những nguyên tắc truyền thống, như trường hợp thuật ngữ gây tranh cãi market fundamentalism (chủ nghĩa nguyên lý thị trường) dùng để ám chỉ niềm tin (giống như trong tôn giáo) quá mức vào khả năng của tự do kinh tế mà không bị ràng buộc theo quan điểm chủ nghĩa tư bản thị trường tự do để giải quyết các vấn đề kinh tế xã hội. Theo nhà kinh tế học John Quiggin, đặc điểm cơ bản của "luận điệu theo nguyên lý cơ yếu kinh tế" đều là những khẳng định "giáo điều" và phủ nhận bất kỳ ai có quan điểm ngược lại đều không phải là một nhà kinh tế học thực thụ. Giáo sư nghiên cứu tôn giáo đã về hưu Roderick Hindery liệt kê những đặc điểm tích cực của chủ nghĩa cơ yếu văn hóa với chính trị, kinh tế hay các lĩnh vực khác như "bền bỉ, nhiệt tình, sẵn sàng hành động thay cho lời nói và không dễ dàng thỏa hiệp"; đồng thời đưa ra các mặt tiêu cực như thái độ tâm lý, đôi khi có cái nhìn ngạo mạn và yếm thế, trong một số trường hợp là cứng nhắc theo nghĩa đen.

## Đánh giá phê bình
Elliot N. Dorff phê bình về chủ nghĩa cơ yếu:
| “ | Để thực hiện chương trình cơ yếu trong thực tế, một người cần có sự hiểu biết trọn vẹn về ngôn ngữ cổ của nguyên bản, nếu thực sự có thể phân biệt được văn bản chính xác trong vòng các dị bản. Hơn nữa, nhân loại đã truyền đạt những hiểu biết đó qua các thế hệ. Ngay cả khi một người muốn làm theo từng câu từng chữ của Đức Chúa Trời, thì điều thiết yếu là trước tiên phải hiểu lời đó cũng cần qua con người diễn giải. Thông qua quá trình đó, sự sai lầm của con người có thể hòa trộn chặt chẽ vào chính ý nghĩa của lời thiên thượng. Như vậy, không thể nào làm theo Lời Chúa vô ngộ được, chỉ có thể đạt được sự hiểu biết của con người về ý Chúa mà thôi. Nguyên vănIn order to carry out the fundamentalist program in practice, one would need a perfect understanding of the ancient language of the original text, if indeed the true text can be discerned from among variants. Furthermore, human beings are the ones who transmit this understanding between generations. Even if one wanted to follow the literal word of God, the need for people first to understand that word necessitates human interpretation. Through that process human fallibility is inextricably mixed into the very meaning of the divine word. As a result, it is impossible to follow the indisputable word of God; one can only achieve a human understanding of God's will. | ” |

Trong chương trình về tôn giáo The Long Search của đài BBC cuối thập niên 1970, Howard Thurman trả lời phỏng vấn:
| “ | Tôi nói rằng tín điều, giáo lý và thần học là do tâm trí phát minh ra. Bản chất của tâm trí là tạo thành ý nghĩa từ kinh nghiệm, giảm bớt khối lượng quản lý kinh nghiệm thành các đơn vị lĩnh hội gọi là nguyên tắc, ý thức hệ hay khái niệm. Kinh nghiệm tôn giáo là năng động, linh hoạt, sôi sục, dậy men. Nhưng tâm trí không thể cầm giữ được nên bằng cách nào đó phải nhốt kinh nghiệm tôn giáo lại, đóng chai nó. Sau đó, khi kinh nghiệm giảm nhiệt, tâm trí xâu chuỗi lại và đưa ra các khái niệm, quan niệm, giáo điều để kinh nghiệm tôn giáo có thể trở nên ý nghĩa đối với tâm trí. Trong khi đó, kinh nghiệm tôn giáo tiếp tục trải nghiệm, vì vậy khi tôi công bố để có thể suy ngẫm về giáo lý của mình, kinh nghiệm tôn giáo trở nên đối tượng suy tưởng. Nguyên vănI say that creeds, dogmas, and theologies are inventions of the mind. It is the nature of the mind to make sense out of experience, to reduce the conglomerates of experience to units of comprehension which we call principles, or ideologies, or concepts. Religious experience is dynamic, fluid, effervescent, yeasty. But the mind can't handle these so it has to imprison religious experience in some way, get it bottled up. Then, when the experience quiets down, the mind draws a bead on it and extracts concepts, notions, dogmas, so that religious experience can make sense to the mind. Meanwhile, religious experience goes on experiencing, so that by the time I get my dogma stated so that I can think about it, the religious experience becomes an object of thought. | ” |

Những lời phê bình ảnh hưởng đến chủ nghĩa cơ yếu gồm có các tác phẩm của James Barr đối với chủ nghĩa cơ yếu Cơ Đốc giáo và Bassam Tibi dành cho chủ nghĩa toàn thống Hồi giáo.
Một nghiên cứu tại Đại học Edinburgh phát hiện ra rằng trong sáu chiều kích đo được của tín ngưỡng, "chỉ số thông minh càng thấp thì gắn với mức độ cơ yếu càng cao".

## Tranh cãi
Trong AP Stylebook của Associated Press có khuyến cáo không được sử dụng thuật ngữ fundamentalism cho những nhóm không sử dụng chính từ đó cho mình. Nhiều học giả có quan điểm tương tự. Tuy nhiên, các học giả khác vẫn dùng thuật ngữ này theo nghĩa rộng hơn để chỉ những nhóm khác nhau trong các truyền thống tôn giáo khác nhau bao gồm cả nhóm đã phản đối khi bị xếp loại như vậy (ví dụ như trong Fundamentalism Project).
Tex Sample khẳng định rằng thật sai lầm khi đề cập một người theo chủ nghĩa cơ yếu là Hồi giáo, Do Thái hay Cơ Đốc. Đúng hơn, với những người theo chủ nghĩa cơ yếu thì đó là mối quan tâm chính của họ, hơn cả những xem xét về giáo phái hoặc niềm tin khác.